# 查繼甲
查繼甲（？年—？年），浙江海寧縣（今浙江省海宁市）人。清朝政治人物。

## 生平
崇禎十五年（1642年）舉壬午科浙江鄉試。明亡仕清，康熙九年（1670年）年官廣西隆安縣知縣。

## 家族
出身海寧查氏望族，高祖查秉彝，曾祖查志文，皆進士。